# زیردریایی کلاس هرونی
سابمارین کلاس هرونی (به انگلیسی: Heroine-class submarine) یک کلاس از زیردریایی است که طول آن 62 m می‌باشد.